# مارك باتا
مارك باتا (بالفرنسية: Marc Batta)‏، من مواليد 1 نوفمبر 1953 في مارسيليا، حكم كرة قدم فرنسي دولي سابق.
و قد حكم في كأس الأمم الأوروبية لكرة القدم 1996، وفي كأس العالم لكرة القدم 1998. أثناء مسيرته المهنية تولئ مارك مهمة التحكيم في حوالي 130 مباراة دولية.
و منذ يوليوز 2004, يتقلد منصب المدير الوطني التحكيم في الجامعة الفرنسية لكرة القدم.

## روابط خارجية
- مارك باتا على موقع Soccerway.com (الإنجليزية)